# Paul Frommelt
Paul Frommelt (ur. 9 sierpnia 1957 w Schaan) – narciarz alpejski z Liechtensteinu, brązowy medalista igrzysk olimpijskich i mistrzostw świata.

## Kariera
Pierwszy sukces w karierze Paul Frommelt osiągnął w 1975 roku, kiedy zdobył brązowy medal w slalomie podczas mistrzostw Europy juniorów w Mayrhofen. W zawodach tych wyprzedzili go jedynie Bojan Križaj z Jugosławii i Bohumír Zeman z Czechosłowacji. W tym samym roku zadebiutował także w zawodach Pucharu Świata.
Pierwsze punkty zdobył 11 stycznia 1976 roku w Wengen, zajmując 9. miejsce w slalomie. Na podium pierwszy raz stanął 3 stycznia 1977 roku w Laax, gdzie w slalomie był drugi za Ingemarem Stenmarkiem ze Szwecji. Nieco ponad dwa lata później, 15 stycznia 1979 roku w Crans-Montana w tej samej konkurencji odniósł pierwsze zwycięstwo w zawodach Pucharu Świata. W kolejnych latach zwyciężał jeszcze trzykrotnie: 13 stycznia 1981 roku w Oberstaufen, 19 stycznia 1986 roku w Kitzbühel i 26 marca 1988 roku w Saalbach-Hinterglemm był najlepszy w slalomie. Zwycięstwo w Saalbach-Hinterglemm było jego ostatnim pucharowym podium w karierze. Najlepsze wyniki osiągnął w sezonie 1976/1977, kiedy zajął dziesiąte miejsce w klasyfikacji generalnej oraz trzecie miejsce w klasyfikacji slalomu. Wśród slalomistów lepsi byli jedynie Ingemar Stenmark oraz Austriak Klaus Heidegger. Był także drugi w klasyfikacji slalomu w sezonach 1984/1985 i 1985/1986, przegrywając odpowiednio z Markiem Girardellim z Luksemburga i Rokiem Petroviciem z Jugosławii.
W lutym 1976 roku wziął udział slalomie gigancie na igrzyskach olimpijskich w Innsbrucku, jednak nie ukończył rywalizacji. Na rozgrywanych dwa lata później mistrzostwach świata w Garmisch-Partenkirchen zdobył swój pierwszy medal wśród seniorów, zajmując trzecie miejsce w slalomie. Wyprzedzili go tylko Stenmark oraz Woch Piero Gros. Z igrzysk w Lake Placid w 1980 roku wrócił bez medalu. Wystartował tam w slalomie i slalomie gigancie, jednak obu konkurencji nie ukończył. Takim samym wynikiem zakończyły się jego starty na mistrzostwach świata w Schaldming w 1982 roku, gdzie brał udział w slalomie i kombinacji. Po pierwszym przejeździe slalomu na igrzyskach olimpijskich w Sarajewie Frommelt zajmował drugie miejsce, tracąc 0,15 sekundy do prowadzącego Stevena Mahre z USA. Został jednak zdyskwalifikowany i ostatecznie nie był klasyfikowany. Cztery lata później, podczas igrzysk w Calgary zdobył kolejny brązowy medal w slalomie. W obu przejazdach uzyskał czwarte czasy, dały mu one jednak trzeci wynik łączny i miejsce na najniższym stopniu podium. W zawodach tych wyprzedzili go tylko Włoch Alberto Tomba i Frank Wörndl z RFN. Ostatnim występem na imprezie tej rangi były mistrzostwa świata w Vail w 1989 roku, gdzie w slalomie zajął siódmą pozycję. W 1990 roku zakończył karierę.
Jego ojciec, Christof Frommelt, reprezentował Liechtenstein w biegach narciarskich, a jego brat, Willi Frommelt także uprawiał narciarstwo alpejskie.

## Osiągnięcia

### Igrzyska olimpijskie
| Miejsce | Dzień     | Rok  | Miejscowość | Konkurencja | Czas biegu  | Strata     | Zwycięzca        |
| ------- | --------- | ---- | ----------- | ----------- | ----------- | ---------- | ---------------- |
| DNF     | 10 lutego | 1976 | Innsbruck   | Gigant      | 3:26,97 min | -          | Heini Hemmi      |
| DSQ     | 19 lutego | 1980 | Lake Placid | Gigant      | 2:40,74 min | -          | Ingemar Stenmark |
| DNF     | 22 lutego | 1980 | Lake Placid | Slalom      | 1:44,26 min | -          | Ingemar Stenmark |
| DNF     | 19 lutego | 1984 | Sarajewo    | Slalom      | 1:39,41 min | -          | Phil Mahre       |
| 16.     | 17 lutego | 1988 | Calgary     | Kombinacja  | 36,55 pkt   | +85,57 pkt | Hubert Strolz    |
| 3.      | 27 lutego | 1988 | Calgary     | Slalom      | 1:39,47 min | +0,37 s    | Alberto Tomba    |

### Mistrzostwa świata
| Miejsce | Dzień     | Rok  | Miejscowość            | Konkurencja | Czas biegu  | Strata     | Zwycięzca        |
| ------- | --------- | ---- | ---------------------- | ----------- | ----------- | ---------- | ---------------- |
| DNF     | 10 lutego | 1976 | Innsbruck              | Gigant      | 3:26,97 min | -          | Heini Hemmi      |
| 5.      | 2 lutego  | 1978 | Garmisch-Partenkirchen | Gigant      | 3:02,52 min | +2,42 s    | Ingemar Stenmark |
| 3.      | 5 lutego  | 1978 | Garmisch-Partenkirchen | Slalom      | 1:39,54 min | +0,93 s    | Ingemar Stenmark |
| DSQ     | 19 lutego | 1980 | Lake Placid            | Gigant      | 2:40,74 min | -          | Ingemar Stenmark |
| DNF     | 22 lutego | 1980 | Lake Placid            | Slalom      | 1:44,26 min | -          | Ingemar Stenmark |
| DNF     | 5 lutego  | 1982 | Schladming             | Kombinacja  | 12,64 pkt   | -          | Michel Vion      |
| DNF     | 7 lutego  | 1982 | Schladming             | Slalom      | 1:48,48 min | -          | Ingemar Stenmark |
| DNF     | 10 lutego | 1985 | Bormio                 | Slalom      | 1:38,82 min | -          | Jonas Nilsson    |
| DNF     | 1 lutego  | 1987 | Crans-Montana          | Kombinacja  | 28,27 pkt   | -          | Marc Girardelli  |
| 9.      | 8 lutego  | 1987 | Crans-Montana          | Slalom      | 1:54,63 min | +1,50 s    | Frank Wörndl     |
| 17.     | 3 lutego  | 1989 | Vail                   | Kombinacja  | 4,72 pkt    | +91,96 pkt | Marc Girardelli  |
| 7.      | 12 lutego | 1989 | Vail                   | Slalom      | 2:02,85 min | +2,49 s    | Rudolf Nierlich  |

### Puchar Świata

#### Miejsca w klasyfikacji generalnej
- sezon 1975/1976: 56.
- sezon 1976/1977: 10.
- sezon 1977/1978: 33.
- sezon 1978/1979: 17.
- sezon 1979/1980: 25.
- sezon 1980/1981: 17.
- sezon 1981/1982: 31.
- sezon 1982/1983: 41.
- sezon 1983/1984: 40.
- sezon 1984/1985: 19.
- sezon 1985/1986: 20.
- sezon 1986/1987: 63.
- sezon 1987/1988: 23.
- sezon 1988/1989: 34.
- sezon 1989/1990: 44.

#### Zwycięstwa w zawodach
1. Crans-Montana – 15 stycznia 1979 (slalom)
2. Oberstaufen – 13 stycznia 1981 (slalom)
3. Kitzbühel – 19 stycznia 1986 (slalom)
4. Saalbach-Hinterglemm – 26 marca 1988 (slalom)

#### Pozostałe miejsca na podium
1. Laax – 3 stycznia 1977 (slalom) – 2. miejsce
2. Wengen – 23 stycznia 1977 (slalom) – 2. miejsce
3. St. Anton am Arlberg – 6 lutego 1977 (slalom) – 3. miejsce
4. Kranjska Gora – 21 grudnia 1978 (slalom) – 2. miejsce
5. Furano – 17 marca 1979 (slalom) – 3. miejsce
6. Madonna di Campiglio – 11 grudnia 1979 (slalom) – 3. miejsce
7. Wengen – 20 stycznia 1980 (slalom) – 3. miejsce
8. Madonna di Campiglio – 9 grudnia 1980 (slalom) – 2. miejsce
9. Garmisch-Partenkirchen – 11 stycznia 1981 (slalom) – 3. miejsce
10. Wengen – 24 stycznia 1982 (slalom) – 3. miejsce
11. Kranjska Gora – 2 grudnia 1983 (slalom) – 3. miejsce
12. La Mongie – 6 stycznia 1985 (slalom) – 3. miejsce
13. Wengen – 21 stycznia 1985 (slalom) – 3. miejsce
14. Kranjska Gora – 16 lutego 1985 (slalom) – 3. miejsce
15. Park City – 20 marca 1985 (slalom) – 3. miejsce
16. Heavenly Valley – 23 marca 1985 (slalom) – 2. miejsce
17. Madonna di Campiglio – 16 grudnia 1985 (slalom) – 3. miejsce
18. Åre – 23 lutego 1986 (slalom) – 2. miejsce
19. Geilo – 2 marca 1986 (slalom) – 2. miejsce
20. Bromont – 21 marca 1986 (slalom) – 2. miejsce
21. Oppdal – 22 marca 1988 (slalom) – 3. miejsce